# Viktor von Podbielski
Victor Adolf Theophil von Podbielski, (Frankfurt (Oder), 26 februari 1844 - Berlijn, 21 januari 1916), was een Pruisisch aristocraat, militair, bestuurder, politicus en voorzitter van het Duits Olympisch comité. Von Podbielski was onder andere minister van Landbouw en minister van Posterijen. Hij werd door de Duitse keizer en Pruisische koning Wilhelm II onderscheiden met de Ie Klasse in de Orde van de Rode Adelaar.
- Gemeinsame Normdatei: 116247479
- International Standard Name Identifier: 0000 0000 1401 4105
- Virtual International Authority File: 45049700
- WorldCat: E39PBJptYKDYBGvgBGFFJVVQv3